# Майднер, Рудольф
Рудольф Альфред Майднер (Мейднер, нем. Rudolf Alfred Meidner, 23 июня 1914, Вроцлав — 9 декабря 2005, Лидингё) — шведский экономист.

## Биография
Родился в семье Альфреда Майднера и Элизы Бандман. Как еврей и социалист, был вынужден бежать из нацистской Германии после поджога Рейхстага в Берлине в 1933 году. В 1937 году он вступил в брак с Эллой Йоргенссен (швед. Ella Jörgenssen), а в 1943 году стал гражданином Швеции.
Учился у известного экономиста и нобелевской лауреата Гуннара Мюрдаля. В 1954 году получил степень доктора, защитив диссертацию по теме «Шведский рынок труда в условиях полной занятости».
Большую часть своей трудовой жизни работал исследователем в шведской Конфедерации профсоюзов.
В 1951 году Рудольф Майднер вместе с Йостом Реном стал автором Модели Рена-Майднера, согласно которой в Швеции в послевоенные десятилетия было построено государство всеобщего благосостояния.
В 1976 году стал одним из авторов «плана Мейднера», который предусматривал постепенный переход предприятий под контроль рабочих. Согласно этому плану, часть прибыли предприятий должна была перечисляться в «заработные фонды», из которых в течение нескольких десятилетий должен был идти выкуп акций компании, пока рабочие не получили бы полного контроля над предприятиями. Сопротивление либералов внедрению этого плана заставило шведских социал-демократов отказаться от него.
В 1997 году удостоен золотой медали за выдающиеся заслуги перед шведской культурой, наукой и обществом — Иллис Кворум.